# Saint Ténénan
Saint Ténénan ou saint Thénénan fait partie des saints bretons plus ou moins mythiques de l'Armorique, non reconnus officiellement par l'Église catholique romaine. Peut-être, mais cela reste très incertain, est-ce lui qui est aussi connu sous le nom de Tudogilus (ou saint Tudon ou saint Thudon ou saint Tugdon), auquel cas il serait le père de saint Gouesnou, de saint Majan et d'une fille Tudona ; en tout cas ils ont immigré en Bretagne à la même époque et fréquenté à peu près les mêmes endroits.

## Hagiographie
La vie de Ténénan est si mal connue qu'Albert le Grand pense qu'il a existé au moins trois saints Ténénan qui auraient été confondus : le premier, d'origine irlandaise (Hibernie à l'époque) aurait vécu au Ve siècle et aurait été un contemporain de saint Patrick, le saint patron de l'Irlande ; le second "Ténénan-Tinidor" ; et un troisième qui aurait vécu au temps des invasions normandes.
Ténénan ou Tinidor naquit dans l'île de Bretagne (Grande-Bretagne actuelle) dans la paroisse de Vallis Æquorea ; il fut d’abord un brillant jeune homme fréquentant les nobles cours. Il serait en fait, selon Albert Le Grand, le fils de Tinidor (dont le nom lui serait donc à tort attribué) et le neveu de saint Jaoua.
Adolescent, il était si beau que la fille de la comtesse d'Arondel le voulait absolument pour époux. Mais, désireux de fuir les mondanités et ayant décidé « de garder sa virginité, se mist en prières, suppliant la divine Majesté de le rendre si laid et si difforme que personne plus n'en voudrait, promettant, de rechef, de garder chasteté perpétuelle, si Dieu luy faisoit cette faveur. Il fut exaucé, et, dans l'instant, toute la superficie de son corps fut couverte de lèpre, en sorte qu'il faisoit horreur à tous ceux qui le regardoient ».
Il entra alors au monastère dirigé par saint Carantec situé en Hibernie (Irlande actuelle) ; ce dernier le guérit de la lèpre en le plongeant dans un bain de sa préparation : « sa peau devint nette et blanche comme celle d'un petit enfant » et l’envoya prêcher en Armorique.
Un ange lui étant apparu, il lui dit qu'« il équipast un vaisseau (...) et s'embarquast dedans, passast la mer et tirast vers la Bretagne Armorique, pour y régir et gouverner un troupeau que l'heureux Paul Aurélien avait déjà gouverné ».
Sa barque aurait franchi le goulet de Brest, remonté l'Élorn et, à trois lieues environ de l'embouchure de ce fleuve, sur la rive droite, il aurait fondé vers 650, sous la protection du seigneur du lieu, un petit lann (situé en fait sur le territoire de l'actuelle commune de Plouédern) qu'on appela de son nom lann Tinidor, dont le nom est devenu Landerneau par la suite.     
« Ce lieu était inconnu, jusqu'alors inaccessible aux hommes, inculte, tout entouré d'un épais rempart d'arbres et de halliers que la forêt de Beuzit, au milieu de laquelle il se trouvait, produisait en abondance. C'est dans la forêt de Beuzit que s'était déjà établi Conogan, un des compagnons de saint Pol, qui est à l'origine de la création de l'ancienne paroisse de Beuzit-Conogan qui fut supprimée en 1791 et dont le territoire fut partagé entre Landerneau et Saint-Thonan.  
En face, de l'autre côté de l'Élorn (sur la rive gauche) s'étendait la forêt de Talamon, non moins fourrée et moins épaisse. Aujourd'hui encore ces deux forêts sont peuplées d'innombrables bêtes sauvages ». L'historien Arthur de La Borderie ajoute : « Il venait souvent se  délasser, se retremper, dans son ermitage de l'Élorn, et l'on croit qu'il y mourut ».
Peu de temps avant l'arrivée de Ténénan en Bretagne, les Danois « peuple sauvage et idolâtre » avaient débarqué sur la côte du Léon, menant force raids et pillages. « En cet endroit du Léon où aborda saint Ténénan, il y avoit une grande forest qui aboutissoit à ce bras de mer qui va à Landerneau, dans lequel s'étaient retirés grand nombre de paysans de divers cantons, pour éviter la fureur des barbares et, y ayant amené leurs troupeaux et le plus beau et meilleur de leurs biens, et pour n'estre forcez (...) tenoient sentinelle et garnison dans le chasteau pour défendre la rivière et le chemin droit, entre lesquels il est situé. Quand la sentinelle du chasteau apperçeut le vaisseau de saint Ténénan, il cria à pleine voix "que le serviteur de Dieu, qui les devoit garantir des Barbares et délivrer de la peur et apprehension, arrivoit". A ce cri, le capitaine du chasteau et toute la garnison se jetterent sur les créneaux et guerites du donjon et, voyant le navire venir, à toutes voiles (...), firent retentir l'air, les rivages et toute la forest, d'un cry de joye. A ce cry, ceux qui estoient dans la forest s'enquirent du sujet de cette réjouissance, disans l'un à l'autre : «Merbet à joa a zeus ar Goard» (« ils mènent grande réjouissance à la Garnison ») et de là, ce chasteau fut nommé "Chasteau de la Joyeuse Garde" (en La Forest-Landerneau).
Par la suite, « voyant l'exercice de la religion catholique négligé parmy eux », saint Ténénan fit construire deux églises, « l'une vers le bas de la forest, non loin du chasteau, laquelle fut nommée Ilis gouëlet forest ("l'église de la forêt du bas") à cause de sa situation qui était au fond de ladite forest et porte maintenant le titre et nom de saint Ténénan ; l'autre église fut édifiée à l'autre extrémité de la même forest et fut appelée Plou-bennec (Plabennec), dédiée en l'honneur de Dieu et de saint Pierre Apostre ». Saint Ténénan, « avec ses prestres et clercs » s'installa au lieu-dit Les-quelen, y fonda un ermitage fait de branches et de chaume ; petit à petit un village s'édifie, protégé des rôdeurs et des loups par une palissade. Il conseilla aux habitants de Plou-bennec (Plabennec) de construire une petite tour ronde près de leur église « pour y retirer l'argenterie et thrésor d'ycelle et les garantir des mains sacrilèges des Barbares, en cas qu'ils voulussent piller ladite église ». Effectivement, les Danois vinrent piller Plou-bennec, prirent l'église et assiégèrent la tour tout juste construite, tentant d'y mettre le feu, ainsi que le fort de Lesquelen, mais « les prières de Ténénan ne furent [pas] infructueuses » et les Danois se retirèrent. On dit aussi qu'il aurait fait construire l'église de Carantec en l'honneur de son maître.
En 615, à la mort de saint Goulven, évêque de Léon, Ténénan est élu pour le remplacer et des députés vont à Ploubennec [Plabennec] lui apporter la nouvelle. Ténénan leur répondit « qu'il sentait ses épaules trop faibles pour supporter un fardeau si pesent », mais cédant à leurs suppliques, finit par accepter. Il fut consacré évêque en la cathédrale de Dol par saint Guennou.
Après avoir été évêque de Léon pendant quelques années, Ténénan décéda « en son manoir épicopal de Léon », probablement le 16 juillet 635 et fut enseveli dans sa cathédrale semble-t-il. Mais selon Dom Lobineau, il aurait été enseveli à Plabennec : « Les actes que nous avons suivi nous portent à croire que ce fut à Plabennec, où ses reliques ont été gardées quelque temps. Elles en auraient été ôtées pendant les guerres (on ne dit point lesquelles) et cachées dans l'étang de Melouet (...) ». Toujours selon Dom Lobineau, une seule relique du saint subsistait au début du XVIIIe siècle, dans l'église de Trégarantec, sous le nom de saint Ternoc.
Saint Ténénan est parfois confondu avec saint Arnoc et certains historiens pensent qu'il s'agit en fait du même saint

## Ses traces et son culte dans la Bretagne actuelle
- dans l’évêché de Léon : 
  - Saint Ténénan (à moins qu'il ne s'agisse de saint Arnoc) aurait été le premier saint patron de Landerneau, mais il fut évincé par la suite, à une date indéterminée, par saint Houardon.
  - L'église Saint-Ténénan de La Forest-Landerneau.
  - L'église Saint-Thénénan de Plabennec (elle possède une statue de saint Ténénan)
  - Le nom de la commune de Saint-Thonan provient probablement de sait Ténénan
  - Il est honoré dans la paroisse de Lannilis
  - Sa statue se trouve sur le calvaire de l’église de Plourin (ainsi que celles de saint Pol et de saint Corentin)
  - Il est honoré dans la paroisse de Trégarantec
  - À Roscoff, il est l'éventuel patron de la chapelle Saint-Strignon (anciennement Saint-Ninian ou Saint-Ninien)
- dans l’évêché de Cornouaille:
  - Plouguernével : chapelle Saint-Théran ou Saint-Tenant (aujourd'hui disparue)
  - Languidic : le lec'h de Saint-Eléran[9] est en fait un mégalithe dont le nom a été christianisé. Une abbesse de l'abbaye Notre-Dame-de-la-Joie d'Hennebont  acquiert en 1451 "la terre de Saint-Éléran" en Languidic[10].
- dans l'évêché de Tréguier :
  - L'église Saint-Ténénan de Guerlesquin (Finistère)